# Irizar PB
Irizar PB - флагманська серія туристичних автобусів іспанської фірми Irizar. Як і серія Irizar Century, вона теж монтується на шасі різних виробників. Флагманська серія має 12 базових моделей від 12 до 15 метрів в довжину.
Автобуси Irizar PB мають кузова з округлою футуристичної формою з високим розташуванням салону, які продовжують розвиток колишнього стильового рішення.
Восени 2003 року двовісний Irizar PB був удостоєний титулу «Автобус 2004 року».

## Технічні характеристики
| Технічні характеристики       | Irizar PB 12.35 | Irizar PB 12.92 3-осний |
| Призначення                   | Туристичний     | Туристичний             |
| Габаритні розміри, мм         | 12000x2550x3670 | 12920x2550x3870         |
| Колісна база, мм              | 5930            | 5740/1500               |
| Число місця для сидіння       | 44+1+1          | 48-57                   |
| Число дверей для пасажирів    | 2               | 2                       |
| Двигун                        | Scania          | Scania                  |
| Рабочий об'єм двигуна, л      | 11,7            | 11,7                    |
| Потужність двигуна, к.с./ кВт | 420 / 309       | 420 / 309               |
| Крутний момент, Нм            | 2000            | 2000                    |
| Коробка передач               | А8              | А8                      |

## Шасі
Автобуси Irizar PB будуються на шасі:
- MAN 18.400HOCL
- Scania K114EB
- Scania K124EB
- Iveco 397E.12 Eurorider E38
- Volvo B12B
- Volvo B11R
- Mercedes-Benz O-500 Series (в Бразилії)
- MAN Latin America Volksbus 18.330 OT (в Латинській Америці)